# Río Milanillos
El río Milanillos o Milanos es un curso de agua en la península ibérica afluente del Eresma. Se encuentra en la provincia española de Segovia, en la parte central del país.

## Toponimia
Es mencionado por primera vez en 1144 como Rivum de Milanos "río de milanos", se refiere a estas aves de presa llamadas Milvus milvus en sus dos especies: real y negro, muy abundantes en la provincia de Segovia. Es mencionado también como río Milanos.

## Recorrido
Nace en las estribaciones del Puerto de Pasapán (1846 m) en plena Sierra de Guadarrama dentro de su parque nacional, trifinio de los términos municipales de El Espinar, Ortigosa del Monte, La Losa, discurriendo por la vertiente de este último.
Tras adentrarse en el término de Ortigosa, cruza la Cañada de la Vera de la Sierra, la Autopista AP-61, la N-603 y la línea ferroviaria Villalba-Segovia, además la SG-V-7211 tras penetrar por todo Ortigosa. Posteriormente vuelve al término de La Losa para continuar en el término local de Madrona (municipio de Segovia) y atravesar en otras dos ocasiones la SG-V-7211 y discurrir junto al Caserío Escobar. Es aquí cuando su caudal aumenta considerablemente al recibir en pocos metros las aguas de los río Herreros y Frío, en ese orden.
En su último tramo bordea la localidad de Torredondo atravesando el histórico Puente del Tesoro y pasa de largo del Caserío de Abadejos para introducirse en el término municipal de Valverde del Majano, aquí cruza la CL-605, la línea de alta velocidad Segovia-Valladolid y las proximidades del Polígono industria de Nicomedes García y el Caserío de Lobones. Finalmente confluye en el río Eresma a los pocos metros de llegar al municipio de Hontanares de Eresma.

## Climatología

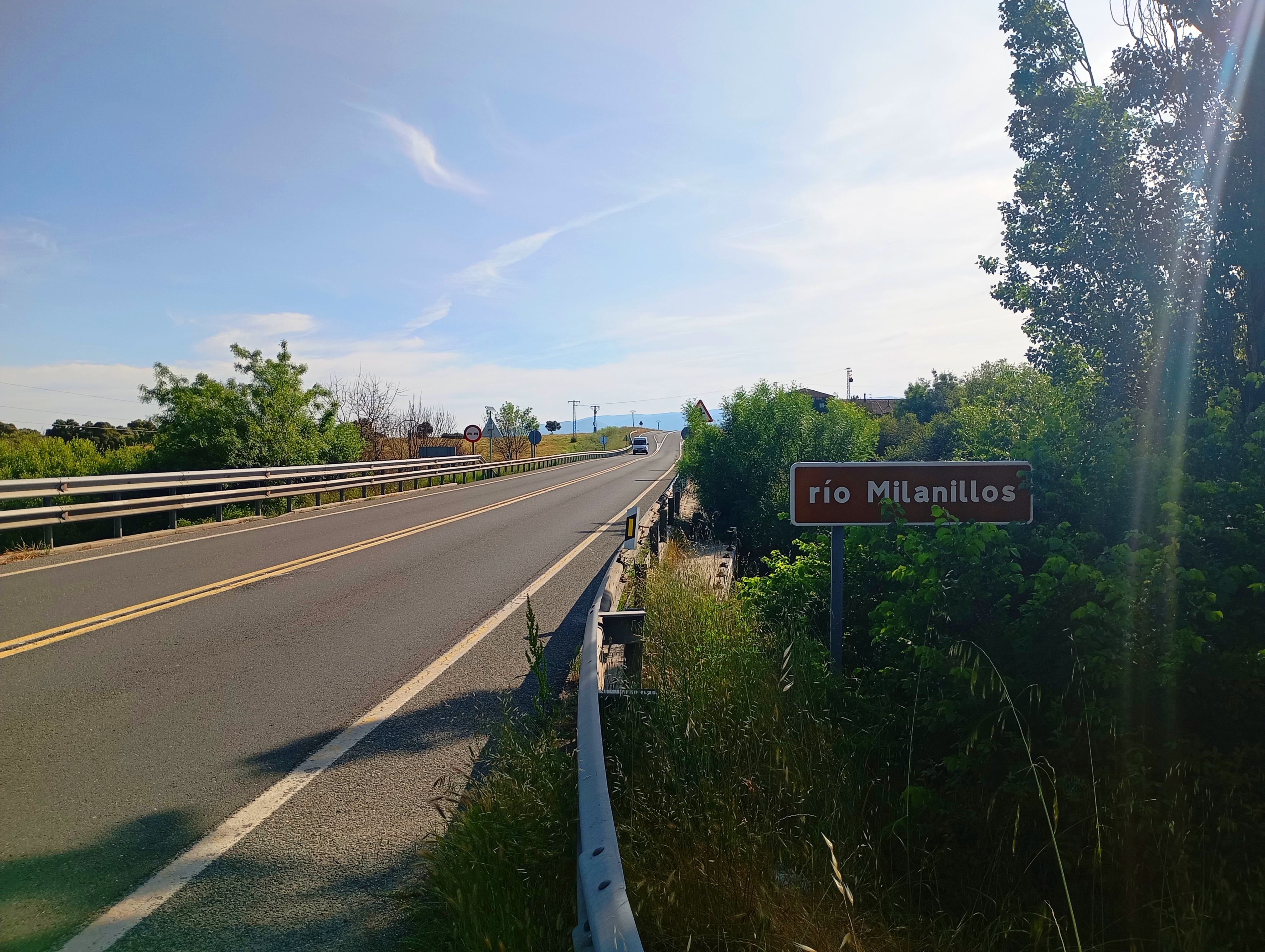
Río Milanillos en su intersección con la N-603 en Ortigosa del Monte

En términos muy generales y aproximados, la temperatura media anual en la zona vinculada al río sería de 14 °C. El mes más caluroso es julio, cuando la temperatura promedio es de 27 °C y el más frío enero, con 1 °C. El promedio anual de precipitación es de 767 mm. El mes más lluvioso es el mes de noviembre, con un promedio de 104 mm de lluvia, y el más seco agosto, con 8 mm de precipitación.